# Jakub Wujek (architekt)
Jakub Leon Wujek (ur. 15 marca 1937 w Łodzi, zm. 9 lutego 2014 tamże) – architekt, urbanista, wykładowca akademicki, członek łódzkiego Oddziału SARP oraz Okręgowej Izby Architektów RP, profesor Politechniki Łódzkiej, członek  CICA (od 1985). Nagrodzony nagrodą Ministra Kultury i Sztuki II stopnia (1967).

## Życiorys
W 1961 r. ukończył studia na Wydziale Architektury Politechniki Gdańskiej. Tematem jego pracy dyplomowej był „Teatr Objazdowy”, promotorem zaś Wacław Rębiszewski. W latach 1963–1964 mieszkał w Helsinkach, gdzie pracował w biurze projektowym Osmo Lappo. W latach 1967–1979 był pracownikiem biura Miastoprojekt Łódź, w zespole ze Zdzisławem Lipskim oraz Jerzym Sadowskim, następnie pracował w Inwestoprojekt Łódź-Miasto do 1990 r. W 1980 r. osiągnął status architekta twórcy. W 1981 r. zdobył stopień doktora, broniąc pracę pt. „Kryteria budowy formy architektonicznej  przy użyciu elementów budowlanych produkowanych przemysłowo” pod kierunkiem prof. Zbigniewa Pawłowskiego na Politechnice Warszawskiej. W 1990 r. ze Zdzisławem Lipskim założył biuro architektoniczne „Lipski i Wujek”, w którym pracował do śmierci. Był laureatem wielu konkursów urbanistycznych i architektonicznych. Został pochowany w alei zasłużonych na cmentarzu komunalnym Doły w Łodzi.

## Realizacje
- Pałac Młodzieży w Bydgoszczy, współautor: Zdzisław Lipski, (1964)
- Teatr Wybrzeże na Targu Węglowym w Gdańsku, współpraca: Daniel Olędzki, Lech Kadłubowski, Bogusław Brzęczkowski, (1965)
- Osiedle Teofilów C w Łodzi, współautorzy: Zdzisław Lipski, Jerzy Sadowski, (1967–1972)
- Osiedle Radogoszcz Wschód w Łodzi, współautorzy: Zdzisław Lipski, Andrzej Owczarek, (1979–1988)
- kościół pw. Wniebowstąpienia Pańskiego w Łodzi, współautor: Zdzisław Lipski, (1989–1992)
- kościół pw. Najświętszego Sakramentu w Łodzi, współautor: Zdzisław Lipski, (1990–2000)
- Orange Plaza w Łodzi, współautor: Zdzisław Lipski, (1999–2000)[3]
- przebudowa Teatru Dramatycznego w Płocku, współautor: Adam Nawrot, (2006–2007)[1].
- Budynek PZU Życie w Łodzi,
- Modernizacja Teatru im. Stefana Jaracza w Łodzi,
- Modernizacja Urzędu Marszałkowskiego w Łodzi,
- Modernizacja Budynku wydziału komunikacji Urzędu Miasta Łodzi[3],
- hala sportowa w parku 3 maja w Łodzi[5],
- Budynek Sądu Okręgowego w Grójcu,
- Fabryka Ceramiki Tubądzin w Ozorkowie,
- Centrum Dystrybucyjne Oninen w Teolinie,
- Centrum Dystrybucyjne Ikea w Jarostach[3],
- Ikea w Warszawie,
- Ikea w Markach[5],
- przebudowa rynku w Zgierzu,
- przebudowa rynku w Ozorkowie[3].

## Publikacje
- Mity i utopie architektury XX wieku (1986)
- oraz około 60 artykułów w czasopismach[3].